# 佩列亚斯拉夫卡
佩列亚斯拉夫卡（羅馬化：Pereyaslavka）是俄罗斯哈巴罗夫斯克边疆区的市级镇，为拉佐区行政中心，也是该区仅次于霍尔镇的第二大聚居地。地处哈巴罗夫斯克边疆区南部，位于阿穆尔河流域乌苏里江一支流基亚河（Кия）河畔，在边疆区首府哈巴罗夫斯克（伯力）南方。
镇内设有铁路车站韦里诺站。连接边疆区首府与符拉迪沃斯托克（海参崴）的A370公路（乌苏里公路）穿过该镇东部。
该地2022年人口有7,292人；2010年人口8,921；2002年人口10,455；1989年人口11,846。